# Alicia Juárez
Alicia López Palazuelos (La Barca, 9 de julio de 1949-Dolores Hidalgo, 26 de agosto de 2017), conocida como Alicia Juárez, fue una cantante mexicana. 

## Biografía y carrera
Hija de Francisco Javier López Hurtado y Celia Palazuelos, nació en la ciudad de La Barca, en el estado mexicano de Jalisco. Se crio en la ciudad de Oxnard de California y la mayor parte de sus primeros años los vivió en Estados Unidos, donde inició su carrera, a los 16 años. Estuvo casada con José Alfredo Jiménez, hasta que este falleció en 1973.

### Muerte
El 26 de agosto de 2017, Juárez falleció en su casa de Dolores Hidalgo, Guanajuato, a los 68 años de edad, a causa de un infarto agudo de miocardio. Sus cenizas descansan en Oxnard, la ciudad donde se crio.

## Discografía
Algunos álbumes
- José Alfredo Jiménez y Alicia Juárez – José Alfredo y Alicia (1971)
- Alicia Juárez – Mis últimas grabaciones con José Alfredo Jiménez (1975)
- Alicia Juárez – Voz y sentimiento (1990)
- Alicia Juárez – Boleros (1992)
- Alicia Juárez – Alicia Juárez y José Alfredo Jiménez. Las coplas y todos sus éxitos (2004)

## Filmografía
- La loca de los milagros (1975)
- Juan Armenta, el repatriado (1976)
- Traigo la sangre caliente (1977)
- La sotana del reo (1979)
- La mafia de la frontera (1979)
- El siete vidas (1980)
- El charro del misterio (1980)
- Tijuana caliente (1981)
- La cosecha de mujeres (1981)